# غلين موسلي (كرة سلة)
غلين موسلي (بالإنجليزية: Glenn Mosley)‏ مواليد 26 ديسمبر 1955 في نيوآرك، هو لاعب كرة سلة أمريكي. بدأ مسيرته الاحترافية في سنة 1977. تم اختياره من قبل فريق فيلادلفيا سفنتي سيكسرز خلال الدرافت. يحمل الرقم 34. يبلغ طوله 6 قدم 8 بوصة (2.0 م). اعتزل اللعب في 1985.

## المسيرة الاحترافية
لعب مع فيلادلفيا سفنتي سيكسرز في سنة 1977، ثم لعب مع سان أنطونيو سبرز في موسم 1978–1979، ثم لعب مع تريفيزو لكرة السلة في الدوري الإيطالي من سنة 1980 إلى 1982، ثم لعب مع ليموج سي إس بي في الدوري الفرنسي في موسم 1982–1983.

## روابط خارجية
- غلين موسلي على موقع إن بي أي (الإنجليزية)
- غلين موسلي على موقع سبورتس رفرنس (الإنجليزية)
- غلين موسلي على موقع كلية كرة السلة في سبورتس رفرنس.كوم (الإنجليزية)
- غلين موسلي على موقع ريلجم (الإنجليزية)
- غلين موسلي على موقع بروبوليرز (الإنجليزية)